# 賃金スライド
賃金スライド（ちんぎんスライド）とは年金の受給額を現役勤労者の賃金の上昇に添って滑らせる（Slide）ように、相当額の受給額を上昇させることである。
年金のスライド方式には「マクロ経済スライド」、「物価スライド」、「賃金スライド」の3通りの考え方がある。

## 必要性
考え方として、年金受給者は賃金は得ないものと考えられ、現役の勤労者の賃金の上昇が有った場合、より多くの所得を得るが、年金の受給は賃金ではないから、年金額の上昇はない。平均賃金は上昇したが、物価は上昇しない事があった場合、賃金を得た者は、今までに無かったより豊かな生活に踏み出せるが年金受給者はそのようには出来ない。
一方、物価は同じであるから年金受給者は従来と同じレベルは保てる。
しかし一例として、就労者は賃金が上がったので今まで持っていなかったエアコンを新たに購入し設置出来る。　年金受給者にも就労者と生活レベルを保障するには賃金の上昇に見合った年金の受給額を上げ、エアコンを買えるようにしなければならない。このようなことが賃金スライドの考え方である。

## 適用期間
賃金スライドの適用は60歳から65歳の期間であって、65歳以降は適用されない。これは就労する年齢を65歳までとし、年金を受給しながら就労による賃金を得ている者との均衡を保つためである。言い換えれば、65歳以降は物価スライドやマクロ経済スライドだけが適用され、年金受給者は同じ生活レベルを保つ事となる。すなわち、現役世代が賃金の上昇で生活レベルを上げたとしても、年金受給者は真似てレベルを上げることは出来ず、現状維持のレベルに留まる事となる。一方で、不況などで現役世代の給与水準が大幅に下落したとしても、年金受給者は以前と同じ生活レベルを保障されることとなる。

## 凍結
1999年（平成11年）の年金改正以来5年毎行われた賃金スライドは凍結されている。理由は予想を上回る少子高齢化による財政負担の増加を抑えることであるが、賃金と年金の相対的格差が大きくなれば賃金スライドは行われると考えられる。